# Henry Gravrand
Le père Henry Gravrand (ou Henri Gravrand ou Charbel Henri Gravrand), né le 21 octobre 1921 à Gournay-en-Bray et mort le 11 juillet 2003à l'abbaye Notre-Dame d'Aiguebelle, est un religieux catholique français, anthropologue africaniste, spécialiste de la civilisation sérère et pionnier du dialogue inter-religieux.

## Biographie

### Missionnaire au Sénégal
D'abord missionnaire de la Congrégation du Saint-Esprit, il arrive au Sénégal le 28 décembre 1948 et vit pendant 40 ans dans la région du Sine, à l'Ouest du pays, où il fonde une mission et encadre l'évangélisation, mais étudie aussi l'histoire, la religion et la civilisation des Sérères dont il devient l'un des plus fins connaisseurs. En 1955 il crée le Syndicat des paysans du Sine, affilié à la Confédération française des travailleurs chrétiens (CFTC), qui donne aux paysans une formation leur permettant de défendre leurs intérêts propres. Le père Gravrand devient un spécialiste du dialogue avec les religions traditionnelles africaines, en particulier avec la religion sérère, et publie en 1962 un essai intitulé Visage africain de l'Église : une expérience au Sénégal. 
En 1964 il fait partie des membres fondateurs du Conseil pontifical pour le dialogue inter-religieux. En octobre 1970 le père Gravrand est nommé curé de Mbour et doyen de la Petite-Côte. L'énorme travail de collecte et d'analyse qu'il fournit durant plus de 30 ans en milieu sérère (il est par exemple un familier du dernier roi du Sine, Mahekor Diouf) débouche à partir de 1983 sur la publication de l'œuvre de référence sur cette ethnie, La civilisation sereer, (cf. ci-dessous) qu'Henry Gravrand ne pourra malheureusement achever, le volume intitulé Gelwaar n'ayant jamais été rédigé.

### Moine trappiste
L'année 1987 est marquée par le jubilé d'argent des 25 ans d'épiscopat de l'archevêque de Dakar. Cette même année l'apostolat du père Gravrand au Sénégal se termine. Après la mort à la Trappe d'Aiguebelle (Drôme) de Mgr Joseph Faye, premier préfet apostolique de Ziguinchor, le père Gravrand prend à son tour l'habit de moine cistercien à l'Abbaye Notre-Dame d'Aiguebelle le 23 décembre 1987, sous le nom du Bienheureux Charbel, moine libanais maronite. Profès solennel en 1990, il est envoyé à la fondation de Saint Sauveur au Liban. De retour en France pour raison de santé, il meurt le 11 juillet 2003 à l'Abbaye Notre-Dame d'Aiguebelle.

## Sélection de travaux
- « Rites d'initiation et vie en société chez les Sérères du Sénégal », in Afrique Documents, no 52, juillet-août 1960, p. 129-144
- Visage africain de l'Église : une expérience au Sénégal, Orante, Paris, 1961, 287 p.
- À la rencontre des religions africaines, Ancora, Rome, 1969
- « Le Lup serer comparé au Ndoep des Lebou : psychothérapie des possédés », in Congrès international des africanistes, deuxième session, Dakar, 11-22 décembre 1967, Présence africaine, Paris, 1972, p. 237-243
- « Le symbolisme serer », in Psychopathologie africaine, vol. IX, no 2, 1973, p. 237-266
- « Le Gabou dans les traditions orales du Ngabou », in Éthiopiques, no 28, octobre 1981
- « L’héritage spirituel sereer : valeur traditionnelle d'hier, d'aujourd'hui et de demain », in Éthiopiques, no 31, 3e trimestre 1982
- Henry Gravrand (préf. Léopold Sedar Senghor), La Civilisation sereer : les origines, vol. 1 : Cosaan : les origines, Dakar, Nouvelles éditions africaines, 1983, 361 p. (ISBN 2-7236-0877-8 et 978-2-7236-0877-0, OCLC 41168502, BNF 34726330)
- « Rites et symboles sereer face au sacré », in Médiations africaines du sacré : célébration crematories et langage religieux, actes du 3e colloque international du ERA, Kinshasa 16-22 février 1986, Faculté de théologie catholique de Kinshasa, 1987, p.  125-143
- Henry Gravrand (préf. Léopold Sedar Senghor), La Civilisation sereer, vol. 2 : Pangool : le génie religieux sereer, Dakar, Nouvelles éditions africaines du Sénégal, 1990, 473 p. (ISBN 2-7236-1055-1 et 978-2-7236-1055-1, OCLC 773616639, BNF 35418999)
- Fils de Saint-Bernard en Afrique : une fondation au Cameroun, 1950-1990, Beauchesne, Paris, 1990, 181 p.